# 鹿島町 (蒲郡市)
鹿島町（かしまちょう）は、愛知県蒲郡市の地名。

## 地理
蒲郡市南西部に位置する。北は額田郡幸田町、南東は三河湾に接する。

## 歴史

### 人口の変遷
国勢調査による人口および世帯数の推移。
| 1995年（平成7年）  | 741世帯 2282人 |  |
| 2000年（平成12年） | 808世帯 2384人 |  |
| 2005年（平成17年） | 816世帯 2275人 |  |
| 2010年（平成22年） | 827世帯 2240人 |  |
| 2015年（平成27年） | 878世帯 2224人 |  |
| 2020年（令和2年）  | 855世帯 2063人 |  |

## 交通
- 名鉄蒲郡線三河鹿島駅[1]
- 国道247号[1]

## 施設
- 鹿島団地[1]
- 蒲郡自動車学校[1]
- 蒲郡市幸田町衛生組合清幸園処理場[1]
- 愛知太陽の家[1]
- 鹿島神社[1]
- 稲荷神社[1]
- 浄土宗浄雲院[1]
- 曹洞宗源光寺[1]

### WEB
1. ↑  “愛知県蒲郡市の町丁・字一覧”.   人口統計ラボ. 2024年1月22日閲覧。
2. 1 2  総務省統計局 (2022年2月10日). “令和2年国勢調査の調査結果(e-Stat) - 男女別人口，外国人人口及び世帯数－町丁・字等” (CSV). 2023年8月2日閲覧。
3. ↑  “愛知県蒲郡市の郵便番号一覧”.   日本郵便. 2024年1月22日閲覧。
4. ↑  “市外局番の一覧” (PDF).   総務省 (2022年3月1日). 2022年3月22日閲覧。
5. ↑  “ナンバープレートについて”.   一般社団法人愛知県自動車会議所. 2024年1月21日閲覧。
6. ↑  総務省統計局 (2014年3月28日). “平成7年国勢調査の調査結果(e-Stat) - 男女別人口及び世帯数 －町丁・字等” (CSV). 2021年7月20日閲覧。
7. ↑  総務省統計局 (2014年5月30日). “平成12年国勢調査の調査結果(e-Stat) - 男女別人口及び世帯数 －町丁・字等” (CSV). 2021年7月20日閲覧。
8. ↑  総務省統計局 (2014年6月27日). “平成17年国勢調査の調査結果(e-Stat) - 男女別人口及び世帯数 －町丁・字等” (CSV). 2021年7月21日閲覧。
9. ↑  総務省統計局 (2012年1月20日). “平成22年国勢調査の調査結果(e-Stat) - 男女別人口及び世帯数 －町丁・字等” (CSV). 2021年7月21日閲覧。
10. ↑  総務省統計局 (2017年1月27日). “平成27年国勢調査の調査結果(e-Stat) - 男女別人口及び世帯数 －町丁・字等” (CSV). 2021年7月21日閲覧。

### 書籍
1. 1 2 3 4 5 6 7 8 9 10 11 12  「角川日本地名大辞典」編纂委員会 1989, p. 1657.